# Karel Hovůrka
Karel Hovůrka (13. září 1914 Přerov – 1. října 1941 Přerov) byl československý voják, příslušník československého protinacistického odboje za 2. světové války, člen výsadkové skupiny Aroš V.

## Mládí
Narodil se v rodině železničního dělníka Jana Hovůrky, který ale záhy zemřel, stejně jako jeho otčím J. Ticháček. Po vyučení nastoupil na místo v městské vodárně. Angažoval se v Dělnické tělocvičné jednotě, později v jejím cvičitelském sboru i výboru. Byl též členem sociálně demokratické mládežnické organizace.

## V odboji
Po okupaci se zapojil se svým mladším bratrem Janem do odbojové činnosti. Odbojová organizace Obrana národa mu umožnila dne 29. června 1939 útěk do Polska, kde vstoupil do čs. zahraniční jednotky vedené Ludvíkem Svobodou, s níž se postupně dostal do SSSR a byl internován NKVD.
Ze Sovětského svazu byl vyslán jako velitel devítičlenné parašutistické skupiny, která byla neplánovaně kvůli špatnému počasí vysazena už u Varšavy 31. srpna 1941. Šesti parašutistům včetně Hovůrky se však podařilo dostat na Moravu a navázat v Přerově kontakt se skupinou Petičního výboru Věrni zůstaneme ve Středomoravských elektrárnách.
Jeden z parašutistů, Ferdinand Čihánek však své spolubojovníky zradil a zavázal se ke spolupráci s gestapem. Na základě jeho udání byl Hovůrka odhalen. Karel Hovůrka se po přestřelce během zatýkací akce v Přerově sám 1. října 1941 v 7 hodin ráno zastřelil.

## Vyznamenání
- Československý válečný kříž 1939 in memoriam

## Posmrtná připomínka
- Na přerovském hřbitově hrob/kenotaf bratří Karla a Jana Hovůrkových[3]
- Ulice Bratří Hovůrkových je v Přerově